# Renzo Giampaoli
Renzo Giampaoli (Bombal, 7 gennaio 2000) è un calciatore argentino, difensore del Gimnasia (LP) in prestito dal Boca Juniors.

## Caratteristiche tecniche
Gioca come difensore centrale.

## Carriera
Giampaoli è cresciuto nel settore giovanile del Boca Juniors, con cui ha firmato il primo contratto professionistico il 15 settembre 2020. Ha debuttato in prima squadra l'8 maggio 2021 giocando da titolare l'incontro di Copa de la Liga Profesional perso 1-0 contro il Patronato.
Il 2 febbraio 2022 ha rinnovato il suo contratto con il Boca ed è stato ceduto in prestito con opzione di acquisto al Rosenborg. Ha debuttato con il club norvegese il 3 aprile in Eliteserien contro il Bodø/Glimt, ma nel corso della stagione ha ricoperto un ruolo da comprimario con soli dieci incontri disputati dal primo minuto, ed a fine anno ha fatto ritorno in Argentina.
Nel gennaio del 2023 è stato mandato in prestito al Quilmes in Primera B Nacional. Ha segnato il suo primo gol con il club il 30 luglio nell'incontro perso per 2-1 contro l'Atlético Rafaela e si è ripetuto nei mesi successivi anche contro Villa Dálmine e Chaco For Ever.
Terminato il prestito è tornato agli Xeneizes, ma il 22 gennaio 2024 è stato ceduto nuovamente in prestito, questa volta in Uruguay al Defensor Sporting.

## Statistiche

### Presenze e reti nei club
Statistiche aggiornate al 20 marzo 2024.
| Stagione        | Squadra           | Campionato      | Campionato | Campionato | Coppe nazionali | Coppe nazionali | Coppe nazionali | Coppe continentali | Coppe continentali | Coppe continentali | Altre coppe | Altre coppe | Altre coppe | Totale | Totale | Totale |
| Stagione        | Squadra           | Comp            | Pres       | Reti       | Comp            | Pres            | Reti            | Comp               | Pres               | Reti               | Comp        | Pres        | Reti        | Pres   | Reti   |        |
| --------------- | ----------------- | --------------- | ---------- | ---------- | --------------- | --------------- | --------------- | ------------------ | ------------------ | ------------------ | ----------- | ----------- | ----------- | ------ | ------ | ------ |
| 2020-2021       | Boca Juniors      |                 | 0          | 0          | CA+CM           | 0               | 0               |                    | -                  | -                  |             | -           | -           | 0      | 0      |        |
| 2021            | Boca Juniors      | PD              | 1          | 0          | CA+CdL          | 0+1             | 0               | CL                 | -                  | -                  |             | -           | -           | 2      | 0      |        |
| 2022            | Rosenborg         | ES              | 24         | 0          | CN              | 2               | 0               |                    | -                  | -                  |             | -           | -           | 26     | 0      |        |
| 2023            | Quilmes           | PBN             | 24         | 3          | CA              | 0               | 0               |                    | -                  | -                  |             | -           | -           | 24     | 2      |        |
| 2024            | Defensor Sporting | PD              | 4          | 0          | CU              | 2               | 0               | CL                 | 2                  | 0                  | SU          | 0           | 0           | 8      | 0      |        |
| Totale carriera | Totale carriera   | Totale carriera | 53         | 3          |                 | 5               | 0               |                    | 2                  | 0                  |             | 0           | 0           | 60     | 3      |        |

## Palmarès

### Club

#### Competizioni nazionali
- Copa Uruguay: 1

Defensor Sporting: 2024